# Les Souffrances du professeur Delteil
Les Souffrances du professeur Delteil est un roman écrit par Champfleury et publié en 1853. Avec Les Bourgeois de Molinchart, il constitue l'essentiel de l'œuvre romanesque de l'auteur.

## Editions modernes
- Champfleury, Les Souffrances du professeur Delteil, Éditions du Trotteur ailé, coll. « Lettres de Picardie », 2008, 187 p. (ISBN 2917778040)